# Mesochorus diluvius
Mesochorus diluvius är en stekelart som beskrevs av Schwenke 1999. Mesochorus diluvius ingår i släktet Mesochorus och familjen brokparasitsteklar. Inga underarter finns listade i Catalogue of Life.